# Anemone umbrosa
Anemone umbrosa är en ranunkelväxtart som beskrevs av Carl Anton von Meyer. Anemone umbrosa ingår i släktet sippor, och familjen ranunkelväxter. Inga underarter finns listade i Catalogue of Life.